# سيمون لورد
سيمون لورد (بالإنجليزية: Simon Lord)‏ هو سياسي أمريكي، ولد في 1826، وتوفي في 18 فبراير 1893. حزبياً، نشط في الحزب الجمهوري. وقد انتخب عضو جمعية ولاية ويسكونسن وانتخب عضو مجلس ولاية ويسكونسن.